# Surányi János (filozófiai író)
Surányi János (1868-ig Schaub; Oka, 1835. július 20. – Győr, 1903. június 18.) teológiai doktor, győri kanonok, filozófiai író, éneklőkanonok, szentszéki ülnök, egyetemi tanár, egyháztörténész.

## Élete
1860. július 31-én szentelték miséspappá. 1866-tól a győri szemináriumban egyházjogot és történelmet tanított, 1902-től az intézmény igazgatója volt. 1892-ben pápai, 1893-ban komáromi, 1894-ben rábai, 1897-ben locsmándi főesperes és szentadalberti prépost lett, 1898-ban kanonokká választották. A budapesti magyar királyi egyetem hittudományi karának bekebelezett és a Szent István Társulat tudományos és irodalmi osztályának rendes tagja volt.

## Írásai
Cikkei a Tanodai Lapokban (1865. A nyelvek eredete és fejlődése az emberi nem egységére vall); a Győri Közlönyben (1870-85. Aesthetikai levelek és Svájczi tájképek); a Magyar Államban (1871. 58. sat. sz. Korunk főtévelyeinek befolyása az álladalomra, 1872. 15. sat. sz. Döllinger, Bismarck s a nemzeti egyházak); a Religióban (1877. A kereszténység természetfölötti jellege, 1880. A munkáskérdés ker. szempontból, 1881. Paduai szent Antal a XVIII. század keretében, mint a keresztes hadak hirdetője); a Dunántuli Hirlapban (1898. 18., 19. sz. A szépművészetek hatása a szív nemesítésére); végre egyházi beszédek a Borromaeusban.

## Munkái
- A polgári házasság. A m. kir. egyetem hittani kara által a Horváth-féle jutalomdíjjal koszorúzott pályamű. Győr, 1869.
- Mi államveszélyes, a pápai tévmentesség-e, vagy a modern liberalismus? Pest, 1872.
- A szabadelvűség mint kormányrendszer. Győr, 1873.
- A sociális kérdés s néhány javaslat annak megoldására. Uo. 1882.
- Gerbert és kora. Tört. tanulmány. Uo. 1887.
- A magyar kath. szentszékek rendtartása különös tekintettel a házassági és bűnügyekben való eljárásra. A budapesti m. kir. tud. egyetem hittudományi kara által a Horváth-alapítványból jutalmazott pályamű. Uo. 1891.
- Az egységes házasságjog alapvonalai. Uo. 1893.
- A polgári házasságjogi törvényjavaslatról szóló decz. 2-iki igazságügyminiszteri beszéd birálata. Bpest, 1894. (Különnyomat a Religio-Vallás 1893-94. évf.-ból.)
- Az állami tekintély erkölcsi alapja Bpest, 1895. (Felolvasások a Sz.-István-Társ. osztályüléseiből 12.)
- A positiv bölcselet hatása hazánk jog- és állambölcselőire. Uo. 1900. (Felolvasások... 37.)